# ملعب لويس فالنزويلا هيرموسيلا
ملعب لويس فالنزويلا هيرموسيلا (بالإنجليزية: Estadio Luis Valenzuela Hermosilla)‏ هو ملعب كرة قدم يقع في كوبيابو، تشيلي، يتسع لـ 8,000 متفرج.

## التاريخ
افتتح الملعب في 1960. تمت توسعته في 2009-2011. تم تجديده في 2009.